# Neozimiris exuma
Neozimiris exuma là một loài nhện trong họ Gnaphosidae.
Loài này thuộc chi Neozimiris. Neozimiris exuma được Norman I. Platnick & Mohammad U. Shadab miêu tả năm 1976.